# Cimar Open Samanah
Het Cimar Open Samanah  was een golftoernooi in Marokko. Het maakte deel uit van de EPD Tour. 
De EPD Tour start ieder seizoen met enkele toernooien in Belek, Turkije. Daarna volgen er enkele toernooien in Marokko, dit toernooi werd in februari gespeeld.

## Winnaars
Samamah Classic
- 2010:  Tiago Cruz

Cimar Open Samanah
- 2011:  Nino Bertasio

In 2012 staan er zes toernooien in Marokko op de agenda van de EPD Tour: Open Mogador, Al Maaden Classic, Amelkis Classic, Open Madaef, Open Dar Es Salam en Open Lixus.